# Anaplectoides albimacula
Anaplectoides albimacula là một loài bướm đêm trong họ Noctuidae.